# Trogony
Trogony – rząd (Trogoniformes) oraz rodzina (Trogonidae) ptaków z podgromady Neornithes.

## Zasięg występowania
Rząd obejmuje gatunki zamieszkujące Amerykę od południowej Arizony po północną Argentynę, Afrykę Subsaharyjską oraz krainę orientalną od Indii po południowo-wschodnie Chiny, Filipiny, Borneo, Sumatrę i Jawę.

## Morfologia
Trogony osiągają długość ciała około 23–38 cm. Ozdobny ogon kwezala herbowego, który tworzą pokrywy nadogonowe, dorasta do 60 cm długości. Ptaki z rodziny Trogonidae posiadają krótkie, grube nogi oraz krótkie, zaokrąglone skrzydła, które w połączeniu z długimi ogonami zapewniają zwrotność w locie. Dzioby są grube, często piłkowane. Trogony posiadają dwa palce skierowane do przodu i dwa do tyłu. Wizualnie ich układ podobny jest do papug (u których występuje zygodaktylia), jednak do przodu skierowane są inne palce – trzeci i czwarty (w j. angielskim taki układ palców nazywa się heterodactyly).
Upierzenie jest miękkie i gęste. Dymorfizm płciowy zwykle przejawia się jedynie w nasyceniu barw, które jest mniejsze u samic; mogą one również różnić się deseniem na zewnętrznych sterówkach. Niekiedy jaskrawozielony lub niebieski połysk piór samców u samic zastąpiony jest barwą brązową, brązowoszarą lub grafitową. Dwadzieścia pięć gatunków amerykańskich z wierzchu ma pióra zielone, niebieskie, brązowe lub fioletowe, zaś na brzuchu silnie kontrastujące czerwone, różowe, pomarańczowe lub żółte upierzenie. Trzy gatunki afrykańskie z rodzaju Apaloderma są niezwykle podobne do gatunków amerykańskich, różnią się jaskrawo ubarwionymi plamami nagiej skóry ulokowanymi z przodu głowy. U gatunków z rodzaju Harpactes nie występują barwy metaliczne; za to u obu płci są obecne plamy nagiej skóry wokół oczu.

## Ekologia
Środowiskiem życia trogonów są lasy i zadrzewienia, także te wtórne, od poziomu morza do wysokości ponad 3000 m n.p.m. Nadzwyczaj różnorodne siedliska zasiedla trogon obrożny – są to zarówno wilgotne lasy Kostaryki, jak i chłodne, dębowo-sosnowe lasy południowego zachodu USA do wysokości 2500 m n.p.m. W Afryce trzy gatunki zasiedlają wilgotną strefę równikową. Najpospolitszy jest tam afrotrogon zielony, żyjący w lasach, zarówno nizinnych, jak i tych leżących w okolicach 3300 m n.p.m. Na jego zasięg częściowo nachodzi zasięg afrotrogona prążkowanego, który jednak sięga do jedynie 1600 m n.p.m. W Azji Indonezja i Malezja są najbogatsze w gatunki. Do gatunków o obszerniejszym zasięgu należy sędzioł złotobrzuchy.
Trogony żywią się głównie owocami i bezkręgowcami, w tym pająkami. Połykają także owoce o dużych pestkach, jak awokado. Pestka zostaje zwrócona. Ptaki zbierają również zwierzęta z liści i gałęzi. Preferują duże owady, jak prostoskrzydłe i gąsienice motyli, ale większe gatunki niekiedy łapią kręgowce, np. jaszczurki i płazy. Pokarm zwierzęcy zyskuje na znaczeniu podczas okresu lęgowego.

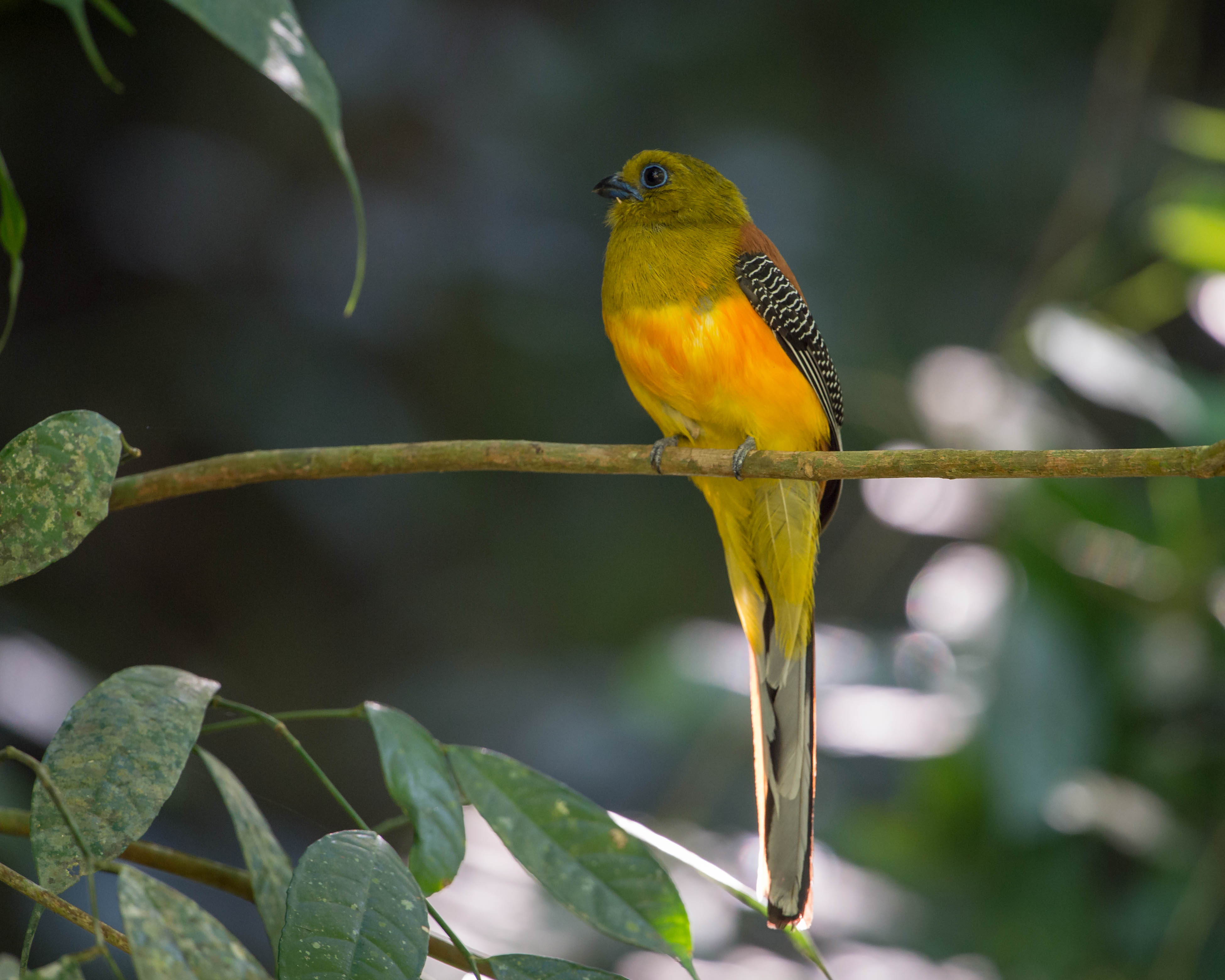
Sędzioł złotobrzuchy (Harpactes oreskios), Park Narodowy Kaeng Krachan, Tajlandia

Zarówno samce, jak i samice wydają głosy terytorialne i te wabiące partnerów. Gniazdo przeważnie znajduje się w naturalnym zagłębieniu, opuszczonej dziupli dzięcioła lub nowej dziupli, wydłubanej w próchniejącym drewnie. Kilka gatunków tropikalnych drąży dziuple w termitierach. W zniesieniu 2–4 jaja, o skorupce barwy płowej, białawej lub niebieskiej – jak u ptaków z rodzaju Pharomachrus i kwezala ciemnego. Inkubacja trwa 17–19 dni. Wysiadują oba ptaki z pary, również oboje rodzice opiekują się młodymi, które pozostają w gnieździe 17–28 dni i mogą pozostawać niesamodzielne jeszcze przez kilka miesięcy po wykluciu.

## Systematyka
Nie jest pewne, w jakim stopniu trogony są spokrewnione z pozostałymi rzędami ptaków nowoczesnych. Zasugerowano, że cały rząd trogonów powinien zostać włączony do rzędu kraskowych. Do rodziny należą następujące podrodziny: 
- Apalodermatinae Sangster, Gregory & Dickinson, 2023 – afrotrogony
- Trogoninae Billberg, 1828 – trogony właściwe